# Mikuláš z Újezda a Riesenburka
Mikuláš z Újezda (též chybně Mikuláš z Újezda a Riesenburka, německy Nikolaus von Újezd, nebo Nikolaus von Aujezd und Riesenburg, † 17. ledna 1258 zřejmě v Praze) byl 23. pražský biskup.

## Život

### Původ
Mikuláš pocházel ze vsi Újezd pod Petřínem, tehdy za hradbami Prahy, který byl do ní později začleněn. Mikuláš byl zřejmě prostšího původu a ve starší literatuře je také mylně jako „z Rožmberka a později také z Riesenburka (von Riesenburg)“.

### Biskup
Stal se členem pražské kapituly a po smrti biskupa Bernarda byl roku 1240 zvolen jeho nástupcem. Dne 25. května 1241 byl v lateránské bazilice v Římě vysvěcen na biskupa.

### Politická situace
Mohučský biskup Siegfried z Epštejna, pod jehož provincii Čechy a Morava spadaly, vykonal roku 1244 vizitaci, o níž se zachovaly záznamy. Roku 1245 se biskup Mikuláš zúčastnil lyonského koncilu. Jako stoupenec strany ghibellinů a císaře Fridricha II. se neúčastnil zasedání Frankfurtského sněmu protikrále Jindřicha Raspeho, za což byl 13. srpna 1245 exkomunikován papežským legátem Filipem Fontanou, biskupem ferrarským.
Poté, co se Mikuláš během sporu mezi elekty Vilémem a Konrádem o olomoucký biskupský stolec zdráhal uvalit na Čechy a Moravu klatbu, byl brémským arcibiskupem Gebhardem z Lippe suspendován a arcibiskup současně sám uvalil interdikt, který však nebyl respektován.
Ve sporu mezi králem Václavem I. a jeho synem Přemyslem Otakarem II. se Mikuláš roku 1249 postavil na stranu Přemysla Otakara, za což byl předvolán do Říma před Papežskou kurii. Aby tomu král zabránil, držel Mikuláše v zajetí na Zvíkově. Mikuláš se pomstil částečnou klatbou na všechny kostely v diecézi, nicméně ještě jako zajatec se přidal na královu stranu. Po svém osvobození již 5. srpna 1249 vítal krále v Praze, jenž se svým vojskem obsadil město.

### Stavební a zakladatelská činnost

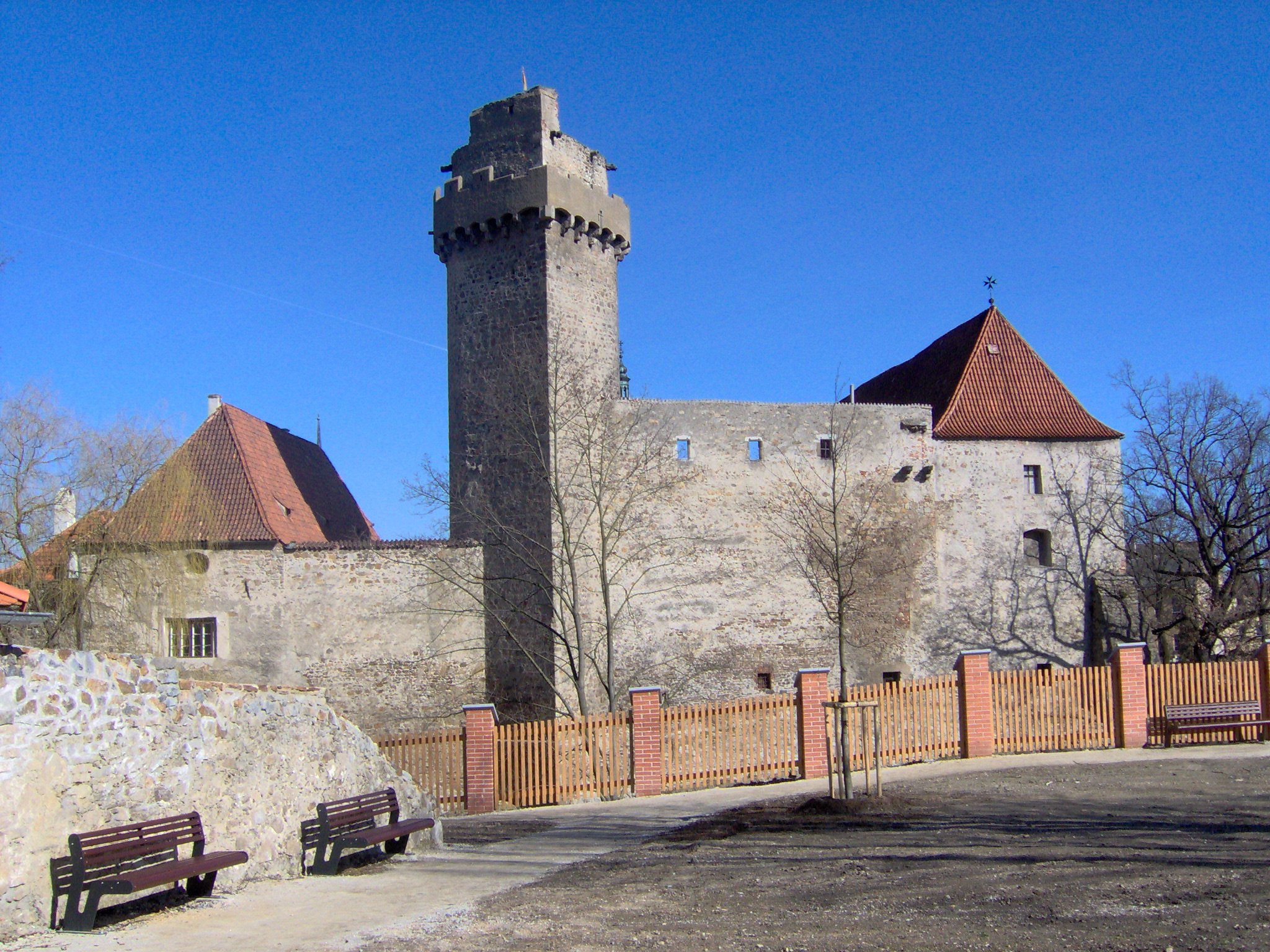
Komenda ve Strakonicích

Jako biskup inicioval Mikuláš v letech 1249–1252 rozsáhlé stavební úpravy Pražského hradu, které se částečně staly v bojích během obsazení nezbytnými. V letech 1252–1257 byla provedena přestavba svatovítském chrámu a došlo také k reformě liturgického zpěvu. Roku 1251 vysvětil Mikuláš v Týně nad Vltavou kostel sv. Kryštofa (dnes sv. Jakuba), kde také vysvětil Bertholda z Pietengau na jáhna, kněze a nakonec pasovského biskupa.
Za jeho episkopátu byl také založen původní český Rytířský řád křižovníků s červenou hvězdou, podporovaný královskou rodinou, jehož činnost se později rozšířila do Čech, na Moravu a do Slezska. Kromě toho byly založeny johanitské komendy ve Strakonicích, Horažďovicích a Mladé Boleslavi, komendy Řádu německých rytířů v Polné, Býčkovicích, Miletíně, Řepíně, Jindřichově Hradci, Chomutově a Německý Brod, cisterciácký klášter Žďár nad Sázavou a několik dominikánských a minoritských klášterů.
Biskup Mikuláš zemřel 17. ledna roku 1258. Byl pohřben do biskupské krypty v katedrále sv. Víta za oltářem sv. Víta, fragmenty ostatků byly nalezeny při průzkumu roku 1928 a jsou uloženy ve sbírkách Pražského hradu.